# Skupenské teplo
K vyvolání přechodu složky z jednoho skupenství do jiného je zapotřebí dodat látce (nebo naopak látce odebrat) určité množství tepla. Toto množství tepla, které je nutné přidat nebo odebrat látce, se zastarale nazývá skupenské teplo. Jedná se o druh tzv. latentního tepla, jehož dodání či odebrání se neprojeví změnou teploty látky.

## Značka a jednotky
- Tradiční značka (jako pro jiná latentní tepla): {\displaystyle L}, zpravidla doplněná o dolní index, určující druh skupenské přeměny
- Hlavní jednotka v SI: joule, značka J
- Další jednotky: jako pro teplo

## Názvoslovná poznámka
Současné názvoslovné normy doporučují již od 90. let 20. století namísto pojmu skupenské teplo či latentní teplo používat změnu odpovídající stavové termodynamické veličiny s rozměrem energie (tzv. termodynamického potenciálu). Teplo totiž kvantifikuje přenos energie pouze při tepelné výměně a je veličinou procesní, tedy závisí na průběhu termodynamického děje; naopak u energie potřebné na změnu vnitřního uspořádání látky je jedno, zda bude dodána/odebrána tepelnou výměnou, makroskopickou prací či tzv. chemickou prací. Pro skupenské přeměny při stálém tlaku, kdy se nekoná objemová práce, je proto vhodnou veličinou rovnou "dodanému/odebranému skupenskému teplu" změna entalpie, doporučené značení {\displaystyle \Delta H}. V technické praxi však starší pojem přetrvává.

## Příbuzné veličiny
Aby se ze skupenského tepla stala materiálová charakteristika, je třeba vztáhnout tuto veličinu na jednotkové množství látky.
- Skupenské teplo vztažené na jednotkovou hmotnost (v SI na 1 kilogram) látky se nazývá měrné skupenské teplo, tradiční značka {\displaystyle l}, jednotka J kg−1. Definiční vztah:

{\displaystyle l={\frac {L}{m}}}, kde {\displaystyle m} je hmotnost.
- Skupenské teplo vztažené na jednotkové látkové množství (v SI na 1 mol) se nazývá molární skupenské teplo, značka {\displaystyle L_{\mathrm {m} }{}}, {\displaystyle L_{\mathrm {mol} }}, {\displaystyle l_{\mathrm {m} }} či {\displaystyle l_{\mathrm {mol} }}, jednotka J mol−1. Definiční vztah:

{\displaystyle l_{\mathrm {mol} }={\frac {L}{n}}}, kde {\displaystyle n} je látkové množství.